# Release Me (Hooverphonic)
Release Me è un singolo del gruppo musicale belga Hooverphonic, pubblicato il 17 febbraio 2020 su etichetta discografica Universal Music Belgium. Il brano è stato scritto e composto da Alex Callier e Luca Chiaravalli.
Il brano è stato selezionato internamente l'emittente radiotelevisiva fiamminga VRT per rappresentare il Belgio all'Eurovision Song Contest 2020 a Rotterdam, nei Paesi Bassi.

## Descrizione
Don't say what I already know

Release me

Only trouble steals the show

All those words won't comfort me

It's clear we are not meant to be

Yeah, release me from this sad and losing game»
Non dire cose che già so

Lasciami andare

Solo un problema ruba la scena

Tutte quelle parole non mi daranno conforto

È chiaro che non siamo fatti per stare insieme

Sì, lasciami andare da questo triste e perdente gioco»
Attraverso un comunicato dell'emittente fiamminga VRT, Alex Callier ha parlato di come la canzone sia incentrata sul dire addio, in particolare ad un amico, ad un membro della famiglia o ad una persona amata. Lo stesso Callier ha affermato infatti di aver scritto il testo mentre il padre stava morendo.

## Tracce
Testi e musiche di Alex Callier e Luca Chiaravalli.
1. Release Me – 3:06

## Classifiche
| Classifica (2020) | Posizione massima |
| ----------------- | ----------------- |
| Belgio (Fiandre)  | 21                |
| Belgio (Vallonia) | 61                |